# Veterans Memorial Coliseum (Portland)
Das Veterans Memorial Coliseum ist eine Multifunktionsarena in Portland im US-amerikanischen Bundesstaat Oregon. Die Veranstaltungshalle mit 13.000 Plätzen steht seit dem 10. September 2009 auf dem National Register of Historic Places (deutsch: Nationales Verzeichnis der historischen Stätten) aufgrund ihrer architektonischen Bedeutung wegen des Internationalen Stils. Das Dach und die gläserne Fassade werden von vier 21 Meter hohen, massiven Betonpfeilern gehalten und umgibt ohne Verbindung die Tribünen der Arena wie ein Glaskasten. Die Arena wird wegen ihrer gläsernen Außenfassade The Glass Palace (deutsch: Der Glas-Palast) genannt. Außerhalb der Arena stehen zwei Granitwände auf denen die Namen von amerikanischen Kriegsopfern stehen.
Ende der 2000er Jahre hatte die Stadt Portland den Plan, die mit den Jahren gealterte Halle abzureißen und ein neues Baseballstadion für die Portland Beavers zu bauen, da deren Spielstätte PGE Park für die Portland Timbers (MLS) in ein Fußballstadion umgebaut wird. Durch die Aufnahme in das National Register wurde dieser Plan verhindert. Daraufhin setzte Bürgermeister Sam Adams eine Kommission aus 32 Mitgliedern zusammen. Sie sollen die Sanierung und den Weiterbetrieb des Memorial Coliseums organisieren.
Die 1960 von der Hoffman Construction erbaute Arena war von 1970 bis 1995 die Heimat des NBA-Teams Portland Trail Blazers. Hier feierten sie auch ihre bisher einzige NBA-Meisterschaft im Jahr 1977. Ab 1995 spielte die Mannschaft in der nur etwa 50 Meter entfernten und für 262 Mio. US-Dollar errichteten Rose Garden Arena (heute: Moda Center) um. Die Eishockey-Mannschaft der Portland Buckaroos der WHL trug von 1960 bis 1975 ihre Spiele im Coliseum aus. Ihnen folgten die Portland Winterhawks (WHL), die seit 1976 bis heute im Portland Memorial Coliseum ansässig sind. Nur kurz waren die Gastspiele der Portland Power aus der nur von 1996 bis 1998 existierenden Basketball-Liga ABL sowie der Portland Pride (1993–1997) aus der Indoor Soccer-Liga CISL.

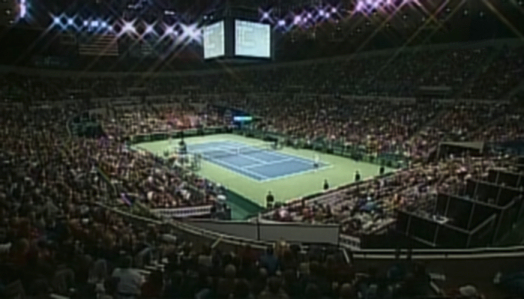
Finale im Davis Cup 2007 USA gegen Russland

In seiner Geschichte war das Memorial Coliseum Austragungsort vieler Veranstaltungen. 1965 gaben die Beatles auf ihrer USA-Tournee zwei Konzerte in der Arena in Portland. Der Dichter Allen Ginsberg verfasste über dieses Ereignis das Gedicht „Portland Coliseum“. Es fanden z. B. Auftritte von Elvis Presley und Luciano Pavarotti genauso wie eine Wahlkampfveranstaltung von Barack Obama zur Präsidentschaftswahl 2008 oder der Besuch des Dalai Lama statt. Neben dem Titelgewinn 1977 schafften die Portland Trail Blazers 1990 und 1992 den Einzug in die NBA-Finalspiele. Das Davis-Cup-Finale 2007 zwischen den Vereinigten Staaten und Russland wurde vom 30. November bis 2. Dezember in der Halle ausgetragen. Einmal im Jahr findet das Portland Rose Festival statt. Die u. a. dazugehörige Grand Floral Parade startet im Coliseum und führt dann durch die Stadt.
Anfang 2011 entschied das Portland City Council den Namen der Halle in Erinnerung an gefallene US-Soldaten von Portland Memorial Coliseum in Veterans Memorial Coliseum zu ändern.